# Mezőfalva
Mezőfalva (ehemals Hercegfalva) ist eine ungarische Großgemeinde im Kreis Dunaújváros im Komitat Fejér.

## Geografische Lage
Mezőfalva liegt gut 12 Kilometer südwestlich der Stadt Dunaújváros. Nachbargemeinden sind Nagyvenyim, Nagykarácsony, Hantos sowie Kislók, ein Ortsteil der Stadt Sárbogárd.

## Geschichte
Der Ort hieß ehemals Hercegfalva und bekam 1951 den heutigen Namen Mezőfalva.

## Gemeindepartnerschaften
- Herzogsdorf, Österreich
- Nová Vieska, Slowakei

## Sehenswürdigkeiten
- Antal-Dréta-Büste
- Heimatmuseum (Tájház)
- József-nádor-Büste
- Römisch-katholische Kirche Magyarok Nagyasszonya, ursprünglich 1787 im Barockstil erbaut, 1911 durch ein Erdbeben schwer beschädigt, 1937–1938 erhielt die Kirche ihre heutige Form
  - Marienstatue an der Kirche (Patrona Hungariae), erschaffen 1937 von István Rajki
- Sowjetisches Heldendenkmal (Szovjet hősi emlékmű)

## Verkehr
In Mezőfalva kreuzen sich die Landstraßen Nr. 6219 und Nr. 6228. An dem südlich außerhalb der Großgemeinde gelegenen Bahnhof wurde der Personenverkehr im Dezember 2009 eingestellt. Seitdem besteht als Schienenersatzverkehr eine Busverbindung von Dunaújváros über Mezőfalva nach Simontornya.

## Bilder

Röm.-kath. Kirche Magyarok Nagyasszonya
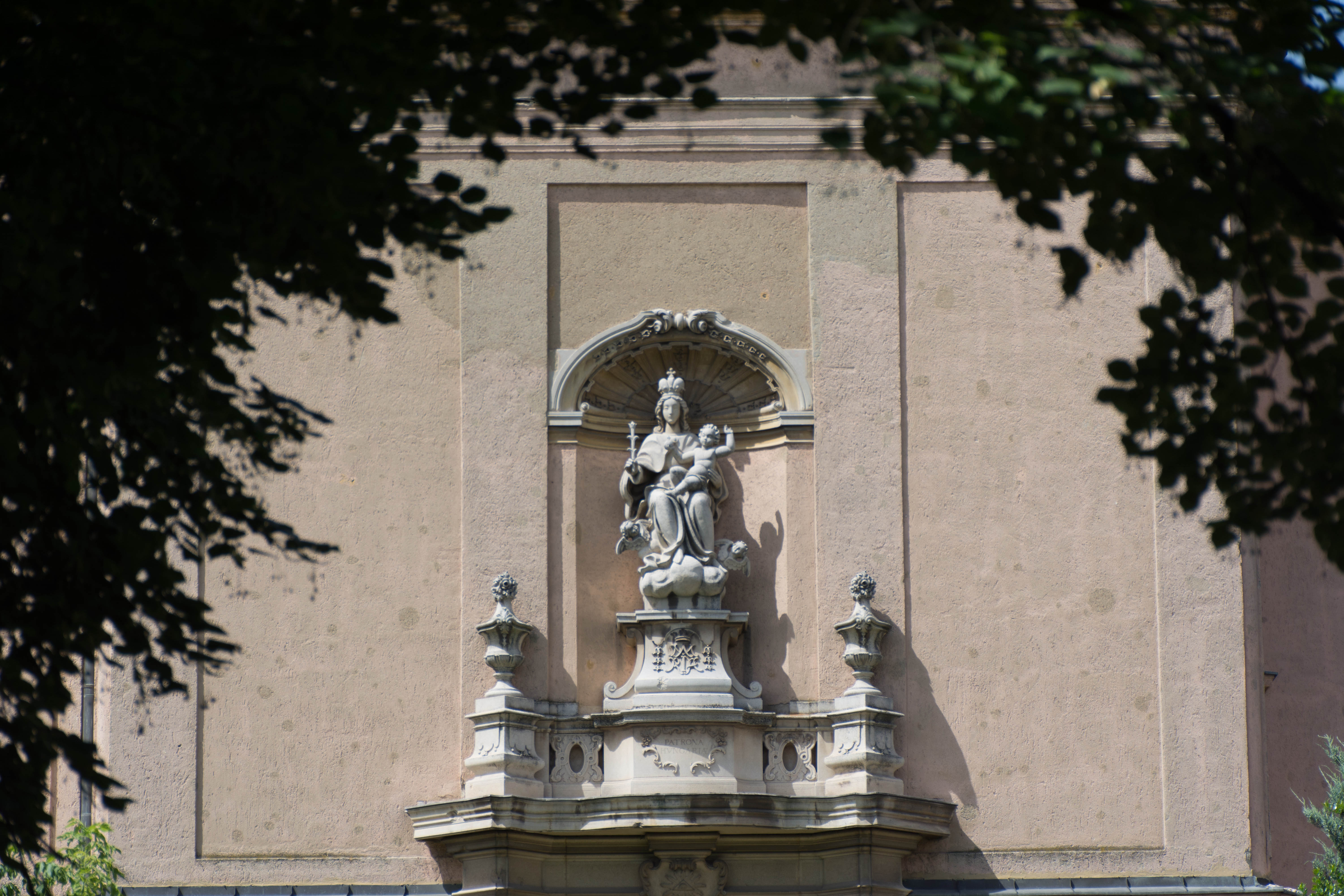
Marienstatue an der Kirche
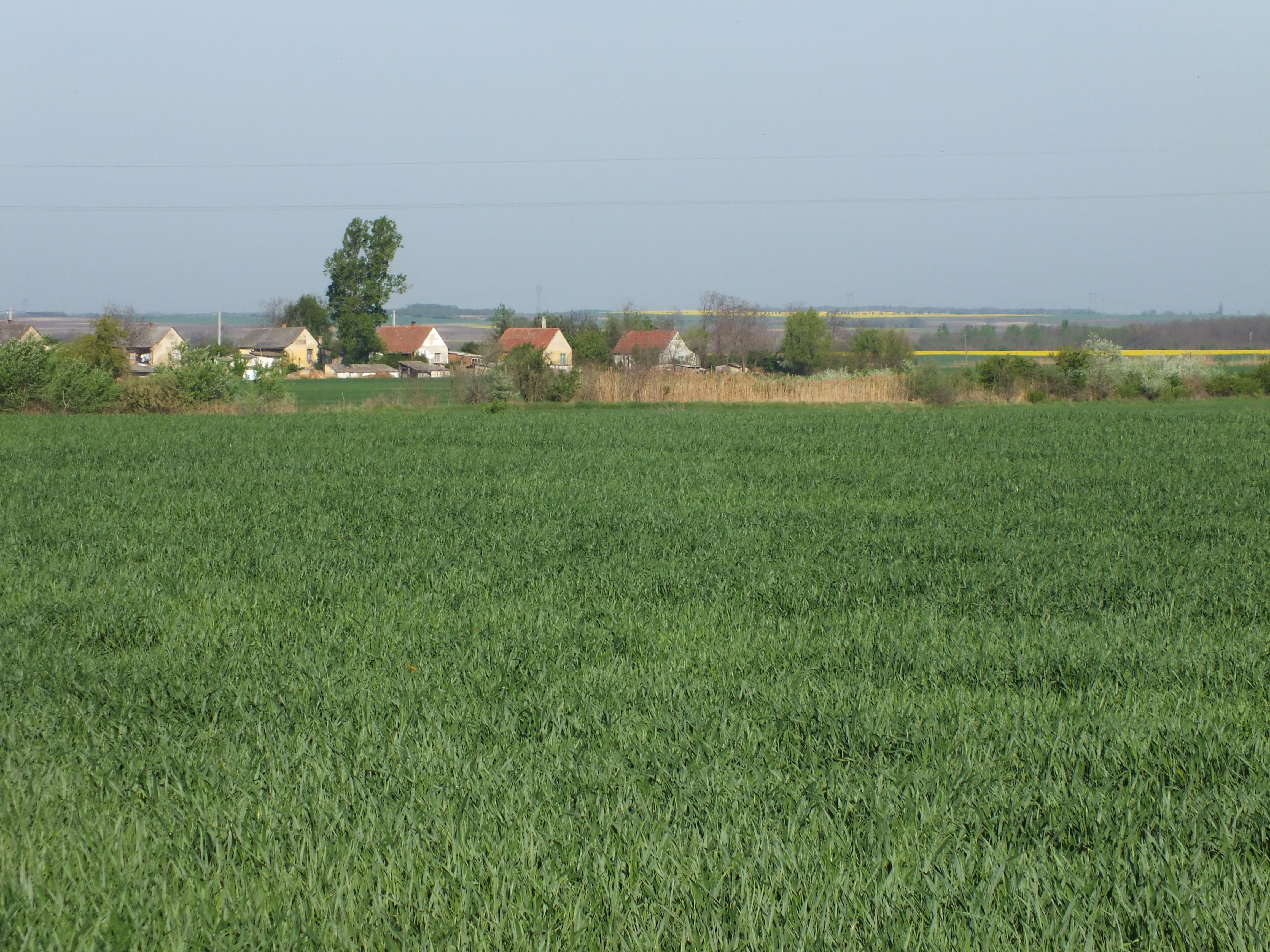
Blick auf den Ortsteil Ménesmajor
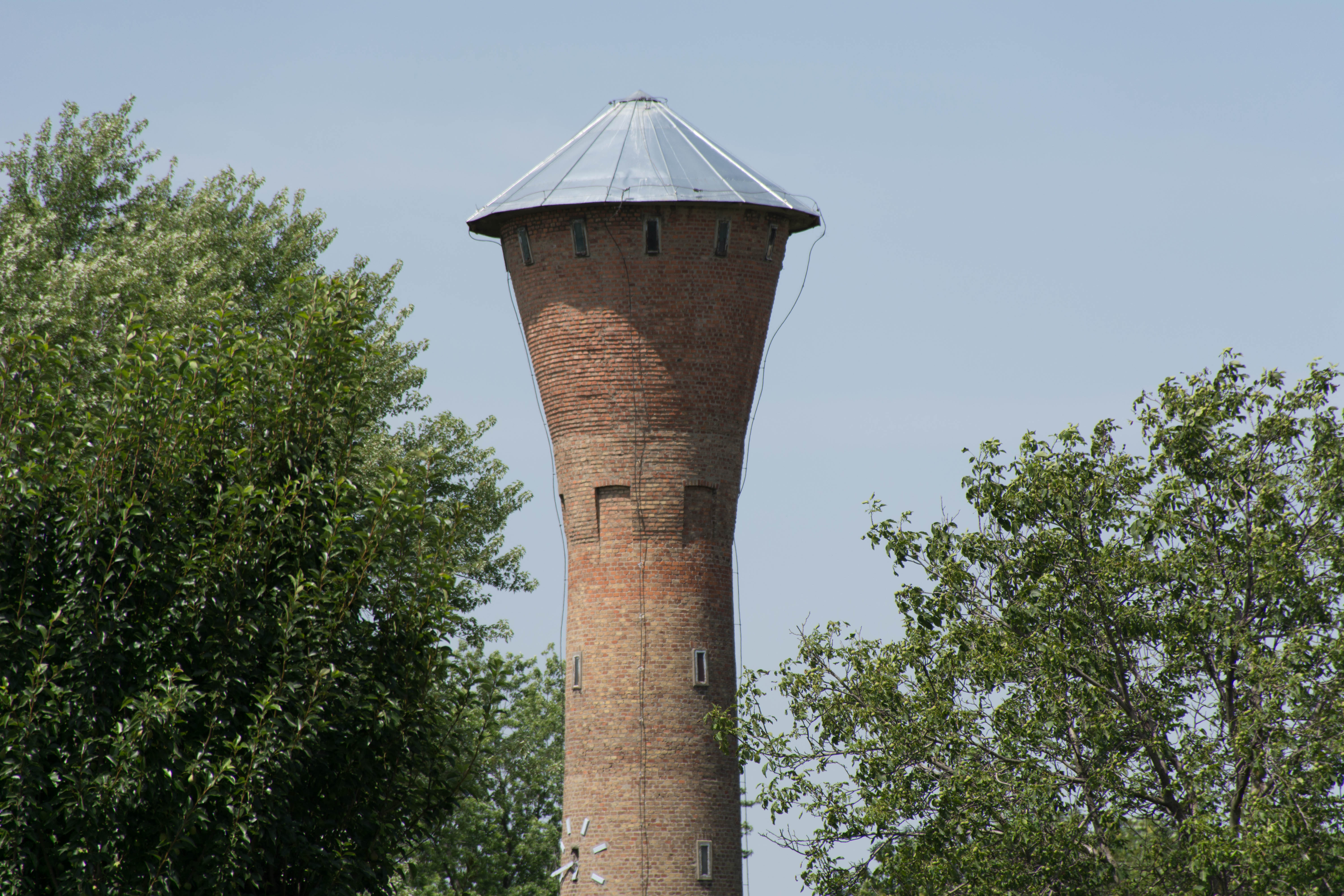
Wasserturm